# ダウンタウンのハッピーニューイヤ〜ンバカ〜ン!!
『ダウンタウンのハッピーニューイヤ〜ンバカ〜ン!!』は、1993年に日本テレビ系列で放送されたテレビ番組。

## 概要
司会はダウンタウン。『ダウンタウンのガキの使いやあらへんで!!』のスペシャル版。ダウンタウンの冠番組で企画構成も務めた。
豪華ゲストの恥ずかしいエピソードをクイズ形式で暴露する。番組内容は『スター爆笑Q&A』に近い。『ガキの使い』の「芸能人お前そうちゃうんか〜グランプリ!!」を発展させた企画も放送。
出演者座席は、画面左側が「イヤ〜ンチーム」、画面右側が「バカ〜ンチーム」であるが、チームカラーは第1回と第2回で異なる。

## 第1回

### 基礎情報
- 番組名
ダウンタウンのハッピーニューイヤ〜ンバカ〜ン!!
- 放送日時
1993年1月2日 土曜21:03 - 22:54（111分）

### 出演
| イヤ〜ンチーム                                                                                           | バカ〜ンチーム                                                                                               |
| --- | --- |
| 田代まさし 松本伊代 ラサール石井 西城秀樹 橋幸夫 長江健次 加納典明 赤井英和 奥山佳恵 向井亜紀 ジミー大西 | 久本雅美 梅宮辰夫 柳沢慎吾 新沼謙治 松崎しげる 松尾伴内 定岡正二 西村知美 布川敏和 中條かな子 ダチョウ倶楽部 |

スペシャルゲスト
- 和田アキ子
- 明石家さんま（出題VTR）

番組出演者の家族
- 肥後サワエ（肥後克広の母親）
- 松本隆博（松本人志の実兄）

### コーナー
- スペシャルゲストクイズ
- お前そうちゃうんか〜グランプリ!!Part1
- 恥ずかしい秘密!早押しクイズ!!Part1
- この方は誰の母親でしょうか?
- お前そうちゃうんか〜グランプリ!!Part2
- 恥ずかしい秘密!早押しクイズ!!Part2
- ダウンタウン秘密クイズ!!

### お前そうちゃうんか〜グランプリ!!（第1回）
「選」は選択肢、「イ」はイヤ〜ンチーム、「バ」はバカ〜ンチーム。
| 選 | テーマ                                                            | 大賞       |
| -- | ----------------------------------------------------------------- | ---------- |
| イ | くつ下のニオイを嗅いでいそうな人 調査場所：北海道                 | 田代まさし |
| バ | 「すてないで」と恋人にすがったことがありそうな人 調査場所：大阪   | 久本雅美   |
| イ | ホモっぽい人 調査場所：東京・丸の内                               | 橋幸夫     |
| バ | 鏡の中の自分に話しかけてそうな人 調査場所：鹿児島                 | 西村知美   |
| イ | 一番ギャラが安そうな人 調査場所：大阪                             | ジミー大西 |
| バ | 絶対に人におごらなそうな人 調査場所：東京・芝浦 ジュリアナ東京    | 新沼謙治   |
| イ | ウンコがでかそうな人 調査場所：東京・芝浦 ジュリアナ東京 / 鹿児島 | 松本伊代   |
| バ | 鼻クソを食べてそうな人 調査場所：東京・渋谷 女子校生              | 久本雅美   |

## 第2回

### 基礎情報
- 番組名
木曜スペシャル「ダウンタウンのハッピーニューイヤ〜ンバカ〜ン!!2」
- 放送日時
1993年6月10日 木曜19:30 - 20:54（84分）
- 備考
世帯視聴率は関東地区で17.5%を記録[2]。
関西地区（よみうりテレビ）は、1993年6月12日 土曜12:00 - 13:25に放送。

### 出演
| イヤ〜ンチーム                                                                                           | バカ〜ンチーム                                                                             |
| --- | ------------------------------------------------------------------------------------------ |
| 高田純次 久本雅美 そのまんま東 野口五郎 オスマン・サンコン 大島智子 ジミー大西 可愛かずみ ダチョウ倶楽部 | コント赤信号 松本伊代 大竹まこと 地井武男 松尾伴内 ポール牧 飯星景子 渡辺典子 ホンジャマカ |

スペシャルゲスト
- 大橋巨泉

番組出演者の家族
- 渡辺松志（渡辺正行の父親）
- 寺門滋人（寺門ジモンの実兄）
- 松本秋子（松本人志の母親）
- 渡辺ヤスエ（渡辺典子の母親）

### コーナー
- 恥ずかしい秘密!早押しクイズ!!Part1
- この写真は誰?クイズ!!
- この方は誰のお兄さん?
- スリーヒント早押しクイズ!!
- スペシャルゲストクイズ
- ダウンタウンクイズPart1
- お前そうちゃうんか〜グランプリ!!Part1
- 恥ずかしい秘密!早押しクイズ!!Part2
- この写真は誰?クイズ!!
- この方は誰の母親でしょう?
- お前そうちゃうんか〜グランプリ!!Part2
- ダウンタウンクイズPart2

### お前そうちゃうんか〜グランプリ!!（第2回）
「選」は選択肢、「イ」はイヤ〜ンチーム、「バ」はバカ〜ンチーム。
| 選 | テーマ                                                      | グランプリ |
| -- | ----------------------------------------------------------- | ---------- |
| イ | ヅラっぽい人 調査場所：東京・丸の内 / 青森・弘前            | 野口五郎   |
| イ | パンツが黄ばんでそうな人 調査場所：京都                     | 高田純次   |
| バ | たまたま、売れた人 調査場所：東京・丸の内                   | 渡辺正行   |
| バ | ホモっぽい人 調査場所：東京・オカマ編                       | 地井武男   |
| バ | 家の便器にウンコがこびりついてそうな人 調査場所：青森・弘前 | 松本伊代   |
| イ | パンツからつきでるほどに剛毛そうな人 調査場所：沖縄         | 久本雅美   |

## スタッフ
- 企画構成：松本人志、浜田雅功
- 構成
  - 共通：大岩賞介/高須光聖、竜泉、鈴木雅貴、今井一隆
  - 第1回：岩立良作、安達元一
- TD：田口勝夫→秋山真
- カメラ：飯山孫八→木村博靖
- 音声：戸田幸春→吾妻光良
- 調整：今井正→貫井克次郎
- 照明：鈴木道隆（共立照明）→細川登喜二
- 美術：石川啓一郎
- デザイン：高野雅裕
- 大道具：入江豊
- 電飾：佐藤邦浩→大脇豊
- オブジェ：錦岡明美→田中巨人
- 小道具：後藤隆彦
- 持道具：佐藤秀治→那須悟
- 衣裳：宮原恵→樋口唱平
- メイク
  - 第1回：片岸美紀（パンプキンハウス）、スタジオまむ
  - 第2回：牧瀬典子、井上順子
- ロケ技術：日本テレビビデオ
- CG：コスモ・スタジオ
- 編集：薗部健（TDKビデオセンター）
- MA：日吉寛（TDKビデオセンター）
- 音効：梅田堅（佳夢音）
- TK：福井淳子→矢島由紀子
- 広報：織田弘美
- 協力：吉本興業
- デスク
  - 共通：鈴木晶子
  - 第2回：森田香織
- アシスタントディレクター
  - 共通：堤本幸男
  - 第1回：山田直樹
  - 第2回：高家宏明
- ディレクター：坂本秀直、伊藤慎一、柳岡秀一、大友有一
- プロデューサー：小林宏充
- 演出：斉藤敏豪
- プロデューサー・演出：菅賢治
- 制作協力：オフィスぼくら
- 製作著作：日本テレビ